# Оппельн-Брониковский, Александр
Александр Август Фердинанд фон Опельн-Брониковский (литературный псевдоним — A.Fd. von Oppeln) (нем. Alexander von Oppeln-Bronikowski, пол. Aleksander Bronikowski; 28 февраля 1773, Дрезден — 21 января 1834, Дрезден) — немецкий писатель польского происхождения, майор Войска Польского Царства Польского.

## Биография
Шляхтич. Сын подчашего остшешувского, позже — саксонского генерал-адъютанта.
В возрасте 12 лет вступил юнкером в прусскую армию, позже став офицером, служил в Эрфурте до 1802 года. Вместе с сослуживцами из полка основал литературный кружок и в его альманахе опубликовал несколько своих стихов. Жил в Варшаве и Бреслау.
В 1806 г. после поражения Пруссии армии Наполеона в битве при Йене и Ауэрштедте, вышел в отставку, переехал в Прагу, позже — в Дрезден.
С 1809 года вступил на службу в Надвисланские легионы Варшавского герцогства. После начала русской кампании Наполеона, был причислен к генеральному штабу маршала Клода-Виктора Перрена, принял участие в походе в Россию (1812) и кампаниях 1813 года. За отличия в сражениях награждён орденом Почётного Легиона.
С 1815 года — капитан армии Армии Царства Польского. Жил в Варшаве до 1823 г. В 1817 году получил чин майора.
Проживая в Варшаве, поддерживал тесные контакты с польскими писателями эпохи романтизма. В 1823 году вышел в отставку из польской армии и вернулся в Дрезден.
За свою книгу по истории Польши (1828) по рекомендации президента Ю. Немцевича стал член Варшавского Общества друзей науки.
Умер в Дрездене в долговой тюрьме.

## Творчество
Дебютировал в 1825 году, опубликовав несколько рассказов в дрезденских газетах.
Автор более 20 исторических романов. Под влияние произведений Вальтера Скотта пытался изобразить легендарное прошлое и современные судьбы Польши в целом ряде романов, имевших обширный круг читателей. Большинство из них было переведено на польский и ряд других языков. Последнее польское издание 1905 г. состоит из 10 томов.

## Избранные произведения
- Das Schloß am Eberfluß, 1825 ;
- Hippolyt Boratynski o dziejach Barbary Radziwiłłówny (Роман о королеве польской и великой княгине литовской Б. Радзивилл, в 4 томах), 1826;
- Kasimir, der große Piast (Роман о Казимире I Великом из Пястов в 2 т.), 1826 ;
- Kasimir der Große und Esterka 1827 (в 2 томах), 1828;
- Der Mäusethurm am Goplo-See, (Повесть о временах сарматов первой половины IX в.) 1827;
- Die Geschichte Polens von den ältsten Zeiten bis auf unsre Tage (История Польши), 1827;
- Olgierd und Olga oder Polen im ersten Jahrhundert (Ольгерд и Ольга или Польша в I столетии, в 5 т., 1828;
- Der gallische Kerker, Erzählung (Заключение Яна Казимира во Франции), 1827;
- Wenige Worte eines Polen an seine Mitbrüder (Несколько слов поляка к своим соотечественникам), 1830;
- Polen im 17. Jahrhundert oder Johannes III. Sobieski und sein Hof 1-5, 1832, (Ян III и его двор или Польша в 17 веке) в 5 т., 1830 ;
- Die Frauen von Koniecpolski (Дамы Конецпольские), 1 — 2 1832, 3 — 4 т., 1833—1835.
- Beate. Aus einer alten Chronik ohne Titelblatt (О ноябрьском восстании в Польше 1830 г.), 1832.